# ارتباطات سیاسی

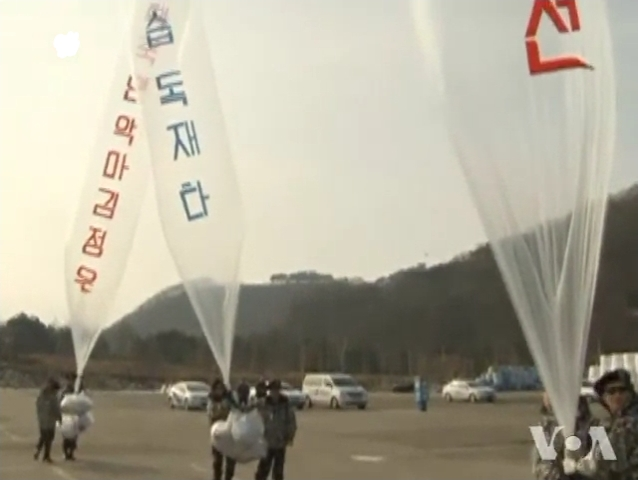
بالن آزاد شده توسط فعالان کره جنوبی. بادکنک ها از چپ به راست نوشته شده اند: "کیم جونگ اون، شیطانی که جانگ سونگ تائک را کشت" ("کیم جونگ اون، شیطانی که جانگ سونگ تاک را کشت)

ارتباطات سیاسی به ارتباطات هدفمند پیرامون سیاست گفته می‌شود، که عمدتاً شامل موارد زیر است:
- همه شکل‌های ارتباطی که برای کسب هدف‌های معین زیر نظر سیاستمداران و دیگر عاملان یا بازیگران سیاسی قرار دارند.
- همه شکل‌های ارتباطی دربارهٔ بازیگران سیاسی و فعالیت‌های آنان مثل گزارش‌های خبری، سرمقاله‌ها و همه شکل‌های مباحثه رسانه که سیاست را دربر می‌گیرد.
- همه شکل‌های ارتباطی که افراد غیر سیاسی مانند رای‌دهندگان و نویسندگان روزنامه برای بازیگران سیاسی ارسال می‌کنند.

## اجزای یک ارتباط سیاسی
هر ارتباطی از سه عنصر اساسی فرستنده، پیام و گیرنده تشکیل شده‌است. در ارتباط سیاسی نیز این عناصر عبارتند از فرستنده یا پیام‌دهنده (بازیگران سیاسی، سازمانها و احزاب سیاسی)، پیام مورد نظر و واکنش و منظور خواسته شده از سوی پیام دهنده که میتواند بوسیلهٔ ابزار ارتباطی (رسانه‌ها) انتقال داده شود و پیام‌گیرنده (شهروندان).

## پیام دهنده
هر فرد یا گروهی که به منظور تأثیرگذاری بر قدرت سیاسی و خط مشی دولت اقدام کند یک پیام دهنده سیاسی است. انواع اصلی چنین پیام دهندگانی در جوامع سیاسی مدرن، احزاب و سازمان‌های سیاسی هستند. همچنین روابط عمومی‌های سازمان‌های دولتی و غیردولتی نیز در پی تأثیرگذاری بر افکار عمومی جامعه‌اند.

## پیام
پیام چیزی است که برای انتقال مطلبی به فرد دیگری از آن استفاده می‌شود و گیرنده هم باید بعد از دریافت پیام عملی انجام دهد تا فرستنده متوجه شود که پیامش به خوبی ارسال شده
پیام دهندگان فرایند ارتباط و اقناع را با ارسال پیام آغاز می‌کنند. هر پیامی از نمادهای مختلف کلمه، تصویر، صدا و حرکت دست و صورت و… تشکیل شده‌است و پیام دهندگان می‌کوشند به یاری آنها افکار و آرا» خود را به ذهن دریافت کنندگان مورد نظر منتقل کنند.

### گیرنده پیام
دریافت کننده پیام فرد یا گروهی است که از پیام پیام دهنده آگاه می‌شود چه مستقیم و چه غیرمستقیم. در این مورد (ارتباط سیاسی) به‌طور عمده منظور گستره جمعیتی جامعه یا شهروندان است.

## ابزار ارتباطی
پیام دهندگان ناگزیر باید از رسانه‌ها استفاده کنند و راهی را برای انتقال پیام‌هایشان به مخاطبان بیابند راه‌های مختلفی ازجمله گفتگوی خصوصی و چهره به چهره برای انتقال پیام وجود دارد ازجمله مباحثات و گفتگوهای سیاسی. ولی در ارتباط سیاسی سروکار پیام دهندگان و کنشگران سیاسی عمدتاً با رسانه‌های گروهی و ارتباطات جمعی است تا بدین وسیله بتوانند بر مخاطبان گسترده تأثیرگذاری نمایند.سلام